# Иогансон, Андрей Борисович
Андрей Борисович Иогансон (16 октября 1916 — 1976) — советский художник.

## Биография
Родился в Москве (Грузинская слобода, дом Рязанцева) в семье художника Иогансона Бориса Владимировича и дочери статского советника Александрова Фёдора Александровича Нины Фёдоровны.
Работал в области плаката и рекламы. Известен, в частности, как автор дизайна этикетки водки «Столичная» с изображением гостиницы «Москва».
Последние годы жил в селе Старосолдатское Тюкалинского района Омской области.

## Семья
- Иогансон, Борис Владимирович (1893—1973) — отец, русский и советский художник и педагог, один из ведущих представителей направления социалистического реализма в живописи. Народный художник СССР.
- Иогансон, Игорь Андреевич (род. 1937) — сын, российский художник, скульптор.
- Иогансон, Борис Игоревич (род. 1974) — внук, российский историк искусства.
- Иогансон, Татьяна Игоревна (род. 1971) — внучка, хирург-онколог, доктор медицинских наук (Германия)